# 야마구치 쓰토무
야마구치 쓰토무(일본어: 山口 彊, 1916년 3월 16일 ~ 2010년 1월 4일)는 제2차 세계 대전 중 히로시마와 나가사키에 떨어진 원자 폭탄에서 생존한 일본인이다. 피폭 당시 두 도시 모두에 있었던 사람은 100명 이상으로 알려져 있지만, 일본 정부가 공인한 두 원자 폭탄에 살아남은 인물은 그가 유일하다.
미쓰비시의 직원이었던 야마구치는 원자 폭탄이 투하된 1945년 8월 6일에 회사의 사무 관계로 히로시마에 있었다. 다음 날 그는 부상에도 불구하고 나가사키로 돌아갔고, 직장으로 귀환하였을 때인 8월 9일에 나가사키로 두 번째 원자 폭탄이 투하되었다. 1957년에 그는 나가사키 원폭의 피폭자로 인정되었지만, 3일 이전에 히로시마에 있었다는 사실에 대한 일본 정부의 공인은 2009년 3월 24일에 받았다. 야마구치는 공인을 받은 지 1년이 채 되지 않은 2010년 1월에 위암으로 사망하였는데, 향년 93세였다.